# Simplicia tonsealis
Simplicia tonsealis är en fjärilsart som beskrevs av Walter Karl Johann Roepke 1932. Simplicia tonsealis ingår i släktet Simplicia och familjen nattflyn. Inga underarter finns listade i Catalogue of Life.